# Mormonia obscurata
Mormonia obscurata là một loài bướm đêm trong họ Noctuidae.